# نخر أنبوبي حاد
النخر الأنبوبي الحاد (بالإنجليزية: Acute tubular necrosis) (أو ATN) هو حالة طبية يحدث فيها تموت للخلايا الأنبوبية (أو الخلايا الظهارية الأنبوبية) المكونة للأنابيب الكلوية .و يشتكي المريض المصاب بهذا النخر من فشل كلوي حاد والذي يعتبر بدوره من أكثر الأسباب المؤدية إلى ذلك، ومن الأمراض الحالات الشائعة أيضا والمسببة للنخر ارتفاع الضغط بالإضافة إلى الأدوية ذات السمية الكلوية. وجود اسطوانة بلون الطين البني في تحليل البول يعطينا تشخيصاً قطعياً لهذا المرض. ولأن الخلايا الأنبوبية تقوم بتجديد نفسها فإن عولج السبب في النخر الأنبوبي فإن إنذار الإصابة يكون جيد جدا، ويتم الشفاء عادة خلال 7-21 يوماً.

## التصنيف
يصنف النخر الكلوي الحاد من حيث المنشأ بأنه حالة ذات منشأ كلوي (أي ليس قبل كلوي أو بعد كلوي)، ويمكن تصنيف النخر الإنبوب الحاد من حيث المسبب إما ك سمّي أو إقفاري:
- السمي: يحدث السمي عندما تتعرض الخلايا الأنبوبية إلى مواد ذات سمية كلوية.
- الإقفاري: فيحدث عندما يكون الوارد الأكسجيني للخلايا الأنبوبية قليل وذلك بسبب حساسيتها الشديدة له بسبب معدل استقلابها العالي.[4]

## التشخيص
يتم عبر فحص الطرح الجزئي للصوديوم والذي يكون فوق 3% ، بالإضافة إلى فحص البول بحثا عن الاسطوانات ذات اللون الطيني.